# Thomas Keating (général)
Pour les articles homonymes, voir Keating.
Thomas Keating, né le janvier 1748 à Limerick (Irlande), mort le 21 novembre 1796 à Poitiers (Vienne), est un général de division de la Révolution française.

## États de service
Il entre en service en février 1763, comme cadet au régiment de Berwick, il fait la campagne en Corse en 1769, et il passe sous-lieutenant le 17 juin 1770 au régiment de Walsh. Il est nommé lieutenant le 19 mai 1774, et il est désigné pour la campagne d’Amérique de 1780 à 1783. Il passe capitaine en second le 28 mars 1785, il est envoyé en Inde de 1788 et 1789, et il est promu major le 26 août 1789. Il est fait chevalier de Saint-Louis.
Il devient lieutenant-colonel le 25 juillet 1791 au 92e régiment d’infanterie, et il est nommé colonel le 5 février 1792, au 87e régiment d’infanterie de ligne. Il commande la deuxième colonne de la brigade du général Champmorin à la Bataille de Neerwinden le 18 mars 1793. 
Il est promu général de brigade provisoire le 16 avril 1793 à l’armée du Nord, par le général Dampierre. Nomination confirmé le 15 mai 1793 par la Convention nationale. Le 29 juillet 1793, il prend le commandement du camp de Ghyvelde, et il est suspendu le lendemain. Arrêté le 9 août suivant il est mis en prison pour 15 mois.
Remis en liberté le 14 mars 1795, il est nommé général de division le 13 juin suivant dans l’Armée des côtes de Cherbourg. Il est relevé de ses fonctions le 25 octobre 1795, et il est admis à la retraite le 30 novembre 1795 pour cause de maladie.
Il meurt le 21 novembre 1796 à Poitiers.

## Sources
- (en) « Generals Who Served in the French Army during the Period 1789 - 1814: Eberle to Exelmans »
- (pl) « Napoléon.org.pl » [archive du 22 juin 2014]
- Étienne Charavay, Correspondance général de Carnot, tome 2, imprimerie Nationale, 1894.